# Bill Hart
Pour les articles homonymes, voir Hart.
Bill Hart, est un acteur et cascadeur américain, né le 28 juillet 1934 à Red Oak, Texas, et décédé le 2 janvier 2015 à Northridge, Californie. Il avait 80 ans. 

## Biographie
Bill Hart a commencé sa carrière d'acteur en 1960 à la télévision dans un épisode de la série western, The Deputy.

## Filmographie

### Télévision
- Zane Grey Theater
- Au nom de la loi (2 épisodes)
- Have Gun-Will Travel (3 épisodes)
- Stoney Burke (32 épisodes) : Lorenzo "Red" Smith
- Daniel Boone
- Rawhide (2 épisodes)
- Les mystères de l'ouest
- Laredo
- The Loner
- Le proscrit (3 épisodes)
- Honey West (2 épisodes)
- Cimarron
- Hondo
- Bonanza (4 épisodes)
- Gunsmoke (22 épisodes)
- Best of the West.

### Cinéma
- 1960 : Alamo[2],
- 1963 : Le Grand McLintock : un querelleur
- 1965 : Le Mors aux dents : un querelleur
- 1965 : Les Compagnons de la gloire : un homme de troupe
- 1966 : La Bataille de la vallée du diable : Le caporal Harrington
- 1967 : Le Pistolero de la rivière rouge : un cowboy
- 1969 : La horde sauvage : Jess
- 1979 : TV film The Wild Wild West Revisited : un homme de main
- 1979 : TV film Le Clan des Sackett : Rodale
- 1979 : The Apple Dumpling Gang Rides Again : un officier
- 1980 : Tom Horn : un tueur
- 1981 : Le Justicier solitaire : Le ranger Carner

Son dernier rôle est celui du Grandpa Coy dans Palo Pinto Gold en 2009.